# Хакея гребенчатая
Хакея гребенчатая
(лат. Hakea cristata) — кустарник, вид рода Хакея (Hakea) семейства Протейные (Proteaceae), произрастающий в Западной Австралии. Декоративный колючий кустарник с привлекательной листвой и кремово-белыми округлыми цветами, появляющимися в изобилии в зимние месяцы.

## Ботаническое описание

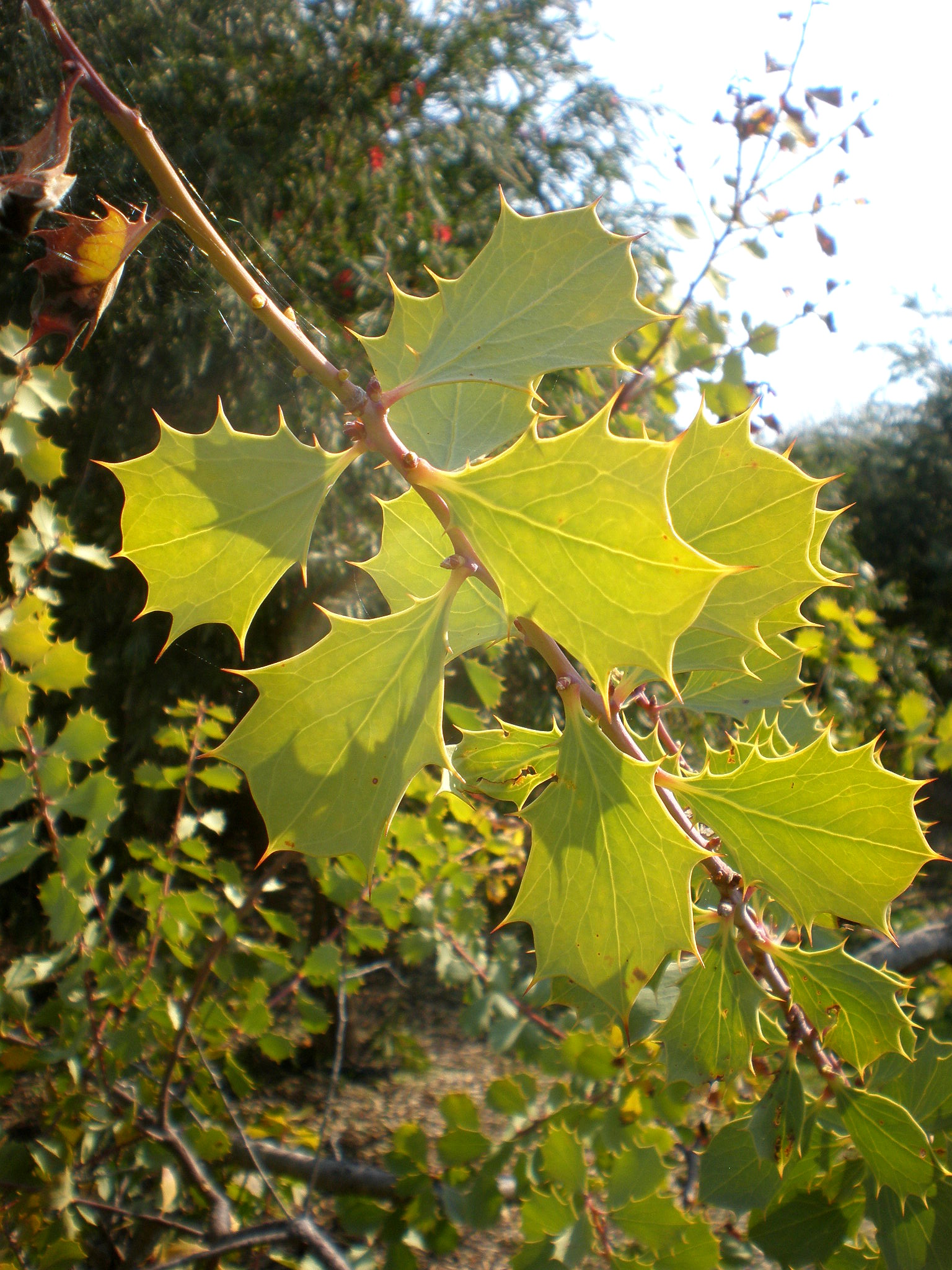
Листья H. cristata.

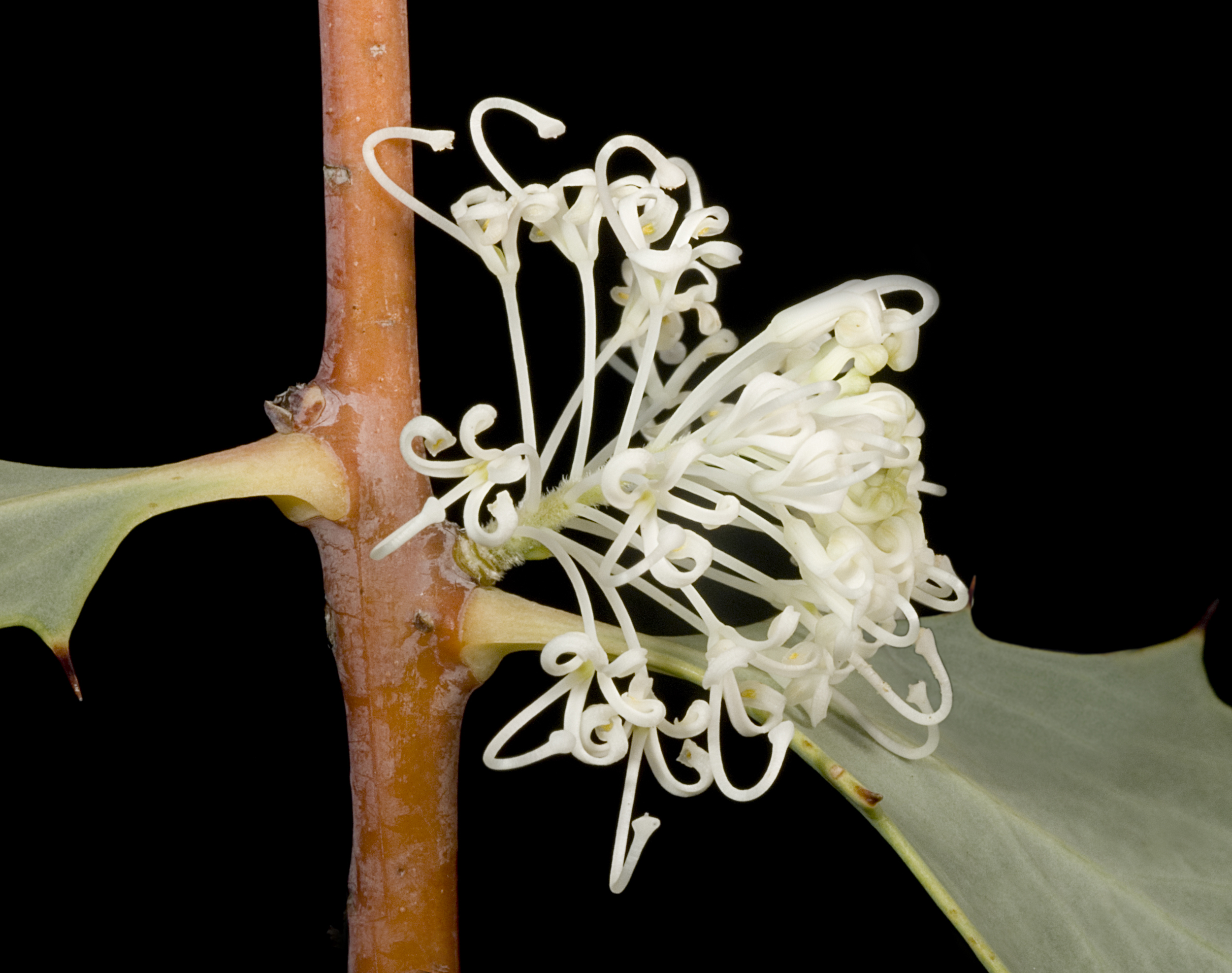
Соцветие H. cristata.

Hakea cristata — вертикальный сильноразветвлённый кустарник высотой, как правило, от 1 до 3,5 м, более мелкие ветви — гладкие. Листья растут попеременно, более или менее яйцеобразно, сужающиеся к основанию, длиной от 4,5 до 8 см и шириной от 2 до 5 см. Края листьев зубчатые и колючие, молодая листва гладкая и привлекательного розовато-красноватого цвета. Гладкие умеренно зелёные листья имеют центральную жилку, оканчивающуюся жёсткой острой вершиной. Соцветие состоит из 24—42 слабо душистых кремово-белых цветов и появляется в верхних пазухах листьев с мая по август. Околоцветник имеет длину от 2 до 4 мм и является гладким. Столбик гладкий. Фрукты отличают этот вид от других хакей: они имеют зубчатый гребень, который проходит вдоль каждой стороны нижней стороны фруктового клапана и заканчивается треугольным рогом на вершине. Плоды растут под углом на стебле в форме яйца от 3,5 до 5 см в длину и от 2,3 до 3 см в ширину. Поверхность плода имеет остроконечные зубчатые гребни, плоды могут оставаться зелёными даже после созревания. Крылатые эллиптические семена имеют длину от 3 до 3,4 см.

## Таксономия
Вид Hakea cristata был впервые официально описан шотландским ботаником Робертом Броуном в 1830 году в Supplementum primum prodromi florae Novae Hollandiae. Видовой эпитет — от латинского слова cristatus, означающего «тафтинговый» или «хохлатый», имея в виду гребни вдоль каждой стороны плода.

## Распространение и местообитание
H. cristata произрастает на латеритовых почвах и гранитных обнажениях в ярровых лесах хребта Дарлинг между Читтером и Мундарингом. Обычно это часть открытых лесных сообществ Eucalyptus wandoo.